# داني هال (لاعب هوكي الحقل)
داني هال (بالإنجليزية: Danny Hall)‏ هو لاعب هوكي الحقل بريطاني، ولد في 30 نوفمبر 1974.

## وصلات خارجية
- داني هال على موقع أوليمبيديا (الإنجليزية)
- داني هال على موقع اللجنة الأولمبية البريطانية (الإنجليزية)